# Vivid Colors
«Vivid Colors» es el segundo sencillo de la banda japonesa L'Arc~en~Ciel, promocionado como tema de cierre del programa Guruguru Ninty-nine, mientras que el lado b «Brilliant Years» lo era en el programa Shindora. 
En 2006 los primeros 15 sencillos de la banda fueron reeditados en formato de 12cm y no el de 8cm original. 

## Lista de canciones
| N.º | Título                             | Letras | Música | Duración |  |
| 1.  | «Vivid Colors»                     | Hyde   | Ken    |          |  |
| 2.  | «Brilliant Years»                  | Hyde   | Hyde   |          |  |
| 3.  | «Vivid Colors (Voiceless Version)» |        | Ken    |          |  |